# Fouga CM.8.R.13 Sylphe
Le Fouga CM.8.R.13 Cyclone (renommé Sylphe en 1950) est un planeur à réaction conçu par le département aviation des Établissements Fouga & Cie en association avec Turboméca. C'est le premier avion à réaction 100% français (cellule et réacteur). 
Le Sylphe inaugure une période de collaboration fructueuse entre les bureaux d'études Fouga (Mauboussin, Castello, Henrat) et Turboméca (Szydlowski) qui aboutit au Fouga Magister en 1952. 

## Historique

### Contexte
Après-guerre, le secteur aéronautique exploration les possibilités des turboréacteurs. Alors que les motoristes se lance dans une course à la puissance, Joseph Szydlowski, président de Turboméca, à Bordes, se spécialise dans les turbines de faible puissance.
Du côté des Ets Fouga, après la résiliation de la commande du planeur cargo CM.10, le département aviation (dirigé par Pierre Mauboussin) se consacre à des planeurs d'acrobatie CM.8.13 et de performance CM.8.15.

### Conception et développement
Le Cyclone naît de la rencontre entre Pierre Mauboussin et Joseph Szydlowki vers 1948,. Le premier recherche un réacteur pour affranchir ses planeurs des servitudes du treuil ou du remorquage. Le deuxième a créé un turbopropulseur TT782 « Orédon ». Szydlowki propose dans un premier temps le TT782 avant de se laisser convaincre par Mauboussin de la pertinence du turboréacteur. 
D'un côté Szydlowski se lance dans l'adaptation de la turbine TT782 en un turboréacteur pour donner le TT-011. De l'autre côté, les ingénieurs Mauboussin, Castello et Henrat décident de reprendre la cellule du CM.8.13 et positionnent le réacteur au dessus du fuselage. Pour dégager la zone de souffle du réacteur, l'empennage cruciforme du CM.8.13 est abandonné au profit de l'empennage en V du CM.8.15.

### Essais en vol
Le 14 juillet 1949, Léon Bourrieau, chef pilote des Établissements Fouga & Cie prend en main progressivement l'appareil en commençant par tester ses qualités de planeur, réacteur éteint : le premier vol est un lancer au treuil, Le deuxième est un remorquage avec un largage à 1 000 m. Le troisième vol en fin de journée, d'une durée de 10 minutes, permet confirmer les qualités de la cellule et du réacteur. Il s'agit du premier vol d'un appareil léger à réaction du monde, et premier avion à réaction 100% français.

## Exploitation
Le prototype a été exposé au salon de juin 1949 où il suscite une grande curiosité.   

Du 13 au 15 janvier 1950, Fred Nicole rencontre un grand succès en présentant le Cyclone au meeting All American Air Maneuvers à Miami accompagné de Marcel Doret. La même année, le Cyclone est renommé en Sylphe à la demande de Curtiss-Wright qui produisaient un moteur du même nom.   

« 13 janvier, première journée : gros succès — 14 janvier, deuxième journée : mieux encore. — 15 janvier, meeting terminé, Nicolle et Fouga-Cyclone : gros succès — Marcel Doret »

— Télégramme cité par Les Ailes
En décembre 1951, Marcel Doret présente le Sylphe à Mexico dans le cadre d'une exposition technique française.
Ne correspondant pas aux canons établis, le Sylphe est proposé comme motoplaneur, planeur pour le vol d'ondes, entrainement à l'aviation à réaction ou encore aviation de tourisme à réaction. Seuls quatre exemplaires du Sylphe III ont été commandés par le service de l'aviation légère et sportive (SALS)).
Le Cyclone/Sylphe est en revanche une réussite exceptionnelle en tant que démonstrateur des nouvelles possibilités offertes par l'aviation légère à réaction et pour les turbines Turboméca.   

## Versions
| Nom            | Cyclone (Sylphe I) | Sylphe II | Sylphe III     |
| -------------- | ------------------ | --------- | -------------- |
| 1er vol        | 14 juillet 1949    |           | 2 janvier 1952 |
| Réacteur       | TR-011             | Piméné    | Piméné         |
| Puissance      | 90 kgp             | 110 kgp   | 120 kgp        |
| Masse à vide   | 324 kg             |           | 385 kg         |
| Masse totale   | 485 kg             | 525 kg    | 545 kg         |
| Vitesse        | 260 km/h           | 260 km/h  | 260 km/h       |
| Plafond        | 10.000 m           | 8.300 m   | 11.200 m       |
| Rayon d'action | 175 km             | 230 km    | 400 km         |